# Ekodukt

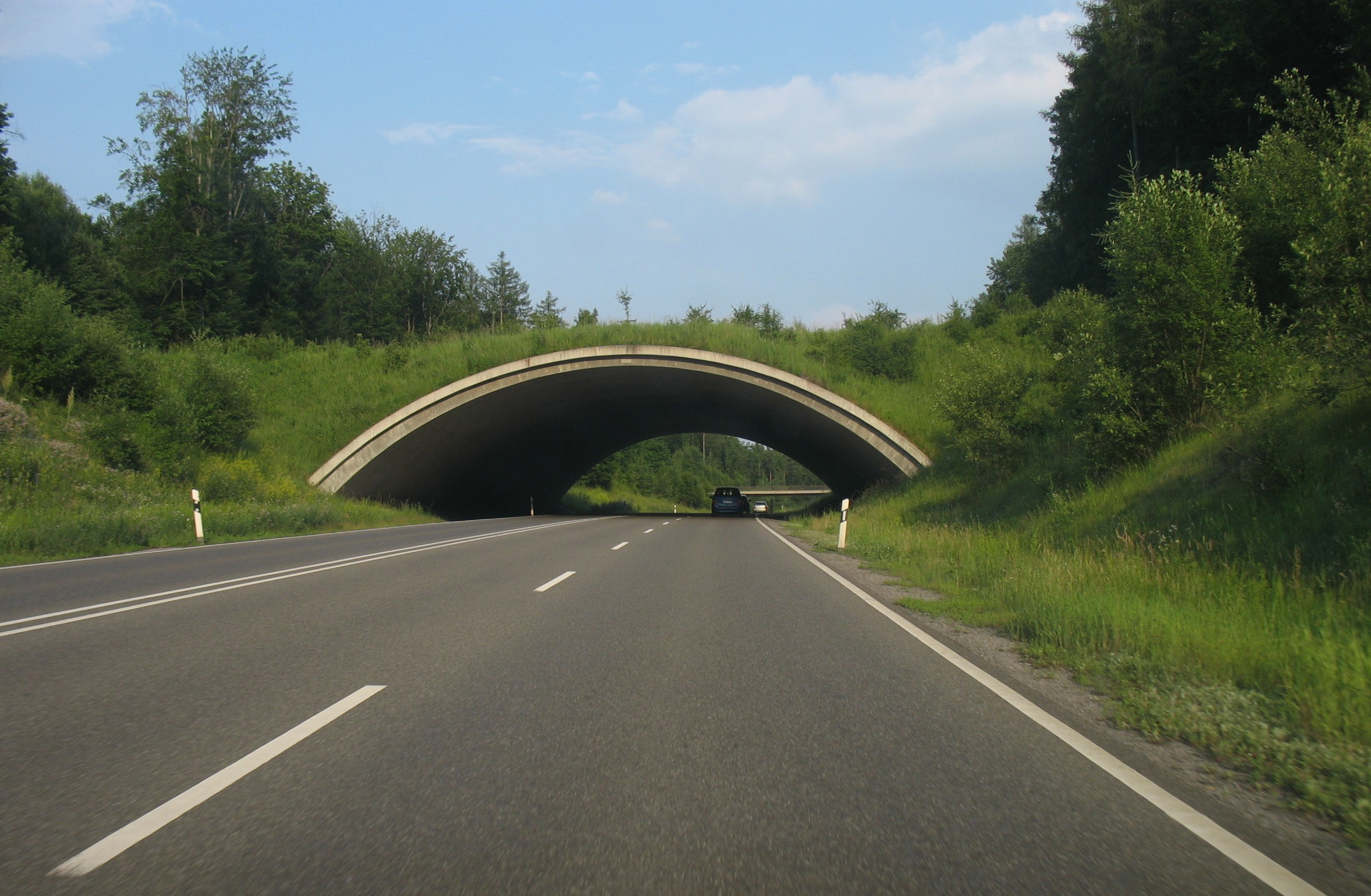
Ekodukt u německého Böblingenu

Ekodukt je speciální mostní objekt, který překonává umělou liniovou překážku (například dálnici, rychlostní komunikaci) v migračních trasách divoké zvěře a má sloužit migraci živočichů, zejména velkých savců, a snížit negativní dopady fragmentace krajiny. Jejich existence na dopravních stavbách snižuje riziko střetu vozidel s přebíhající zvěří. Zpravidla jde o sypané stavby s tunelovým profilem průjezdu, finančně většinou náročnější než obyčejné mosty. Jsou-li správně navrženy a postaveny, využívá je velmi široké spektrum druhů bezobratlých živočichů i obratlovců včetně velkých druhů savců.
Jako ekodukty se obvykle označují pouze nadchody pro zvěř. Prostupnosti krajiny však slouží i podchody, tvořené zejména částmi silnice vedenými po mostě nebo estakádě primárně z jiných důvodů, zejména při překlenování údolí či jako estakády v plochých záplavových územích. Nadchodové ekodukty nebo speciální podchody pro živočichy se tak staví zejména v rozsáhlejší ploché krajině mimo údolní nivy. Nadchody jsou živočichy využívány více, protože jsou pokryty vegetací, jejíž rozvoj srážkový a světelný stín v podchodech neumožňuje (podchody se někdy budují pro drobné obojživelníky či plazy, například žáby či užovky). Jako pomoc pro druhy snažící se překonat silnice byly navrženy také speciální nadzemní dráhy pro opice, mosty pro migrující kraby nebo tunely pro slony. 

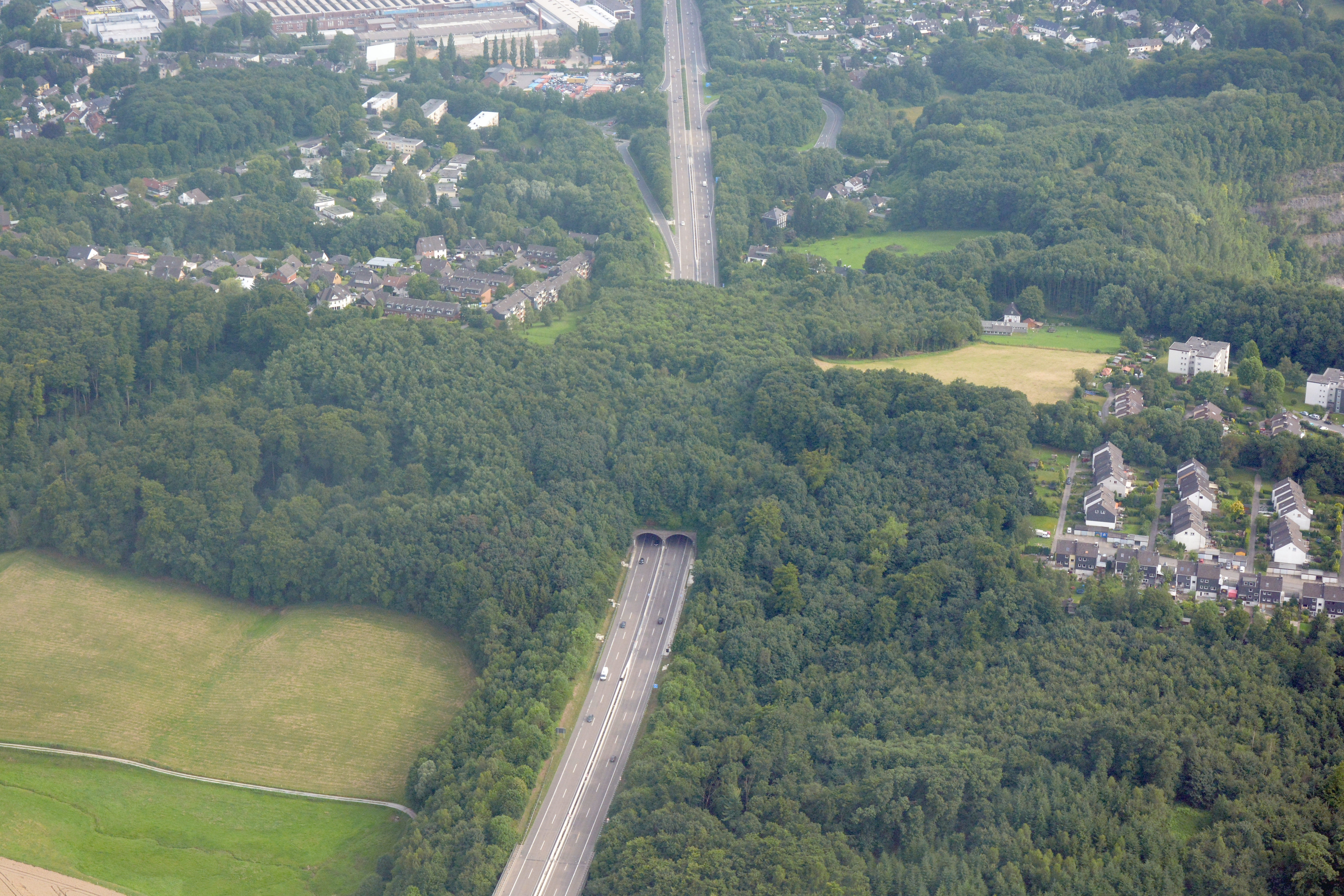
Zalesněný ekodukt v německém Wuppertale

Někdy plní prostředí takové charakteristiky, že zvířata nepřekračují hranice jistého území, přestože jim v tom fyzicky nic nebrání. Například bylo zjištěno, že i čtvrt století od pádu Železné opony se jeleni neopovažují překročit česko-německou hranici.  Stejně tak bylo zjištěno, že některé ptáky od migrace odrazuje například vysokofrekvenční vedení, které jejich smysly (zřejmě vnímáním magnetického pole) patrně vypadá jako dlouhý, velmi chaoticky světélkující objekt. Podobně se například chovají krávy, které se bojí překročit nakreslené čáry na zemi nebo některé druhy divoké zvěře, které se vyhýbají tlustému nadzemnímu potrubí, přestože by ho za normálních okolností bez problému podlezly. V současnosti jsou budovány i stavby čelící takovým problémům.

## Praxe

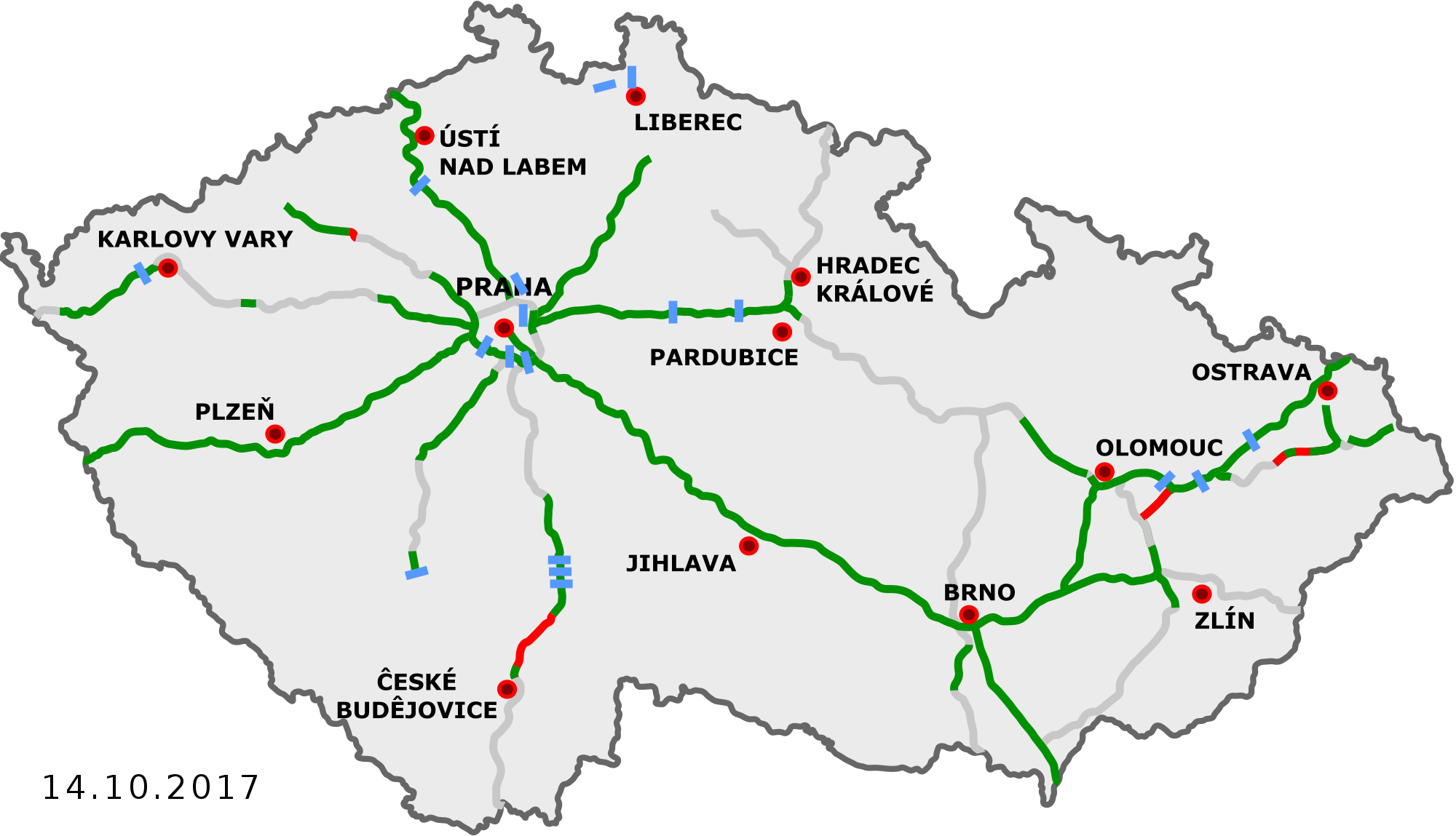
Ekodukty v Česku (2017).

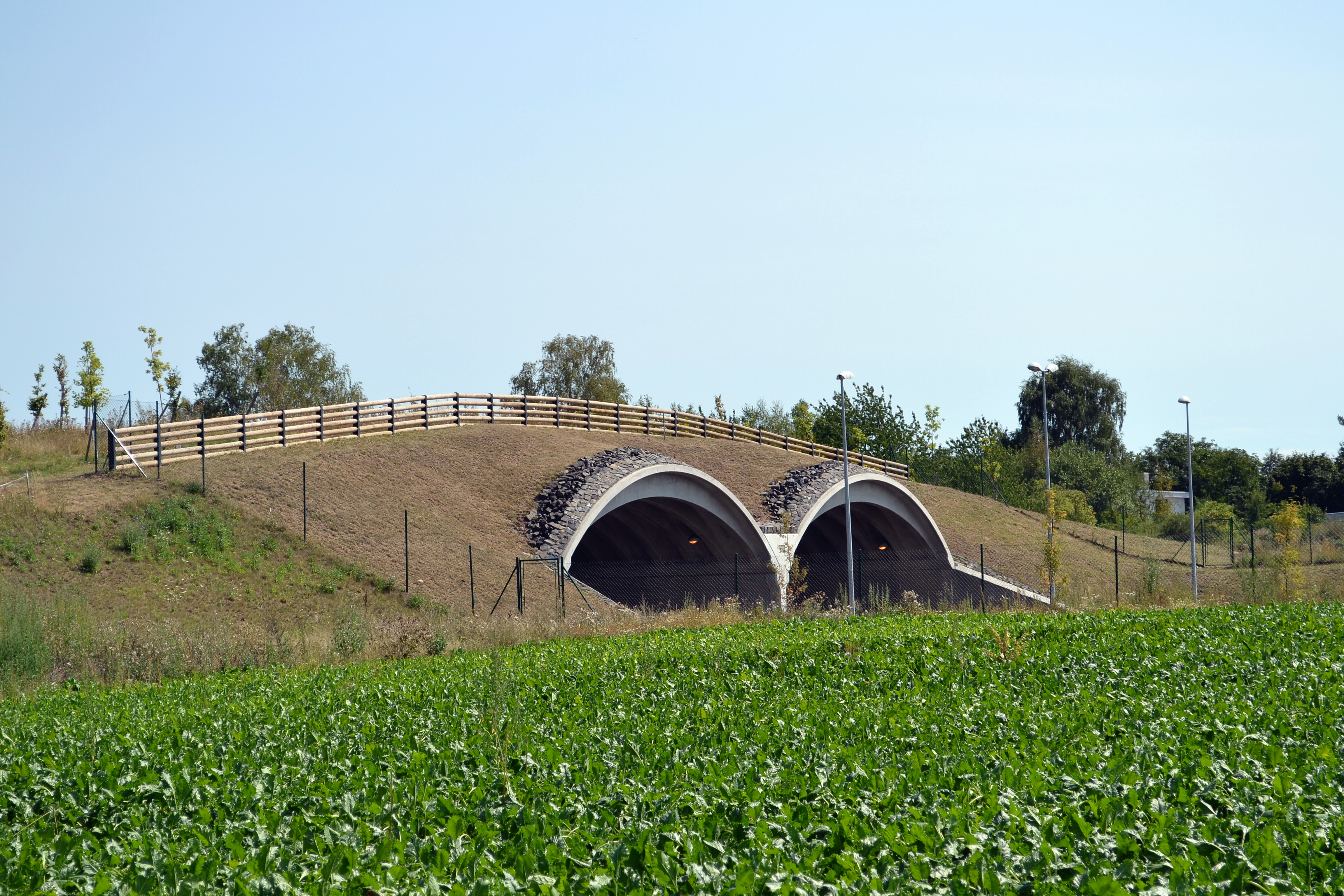
Ekodukt na Vysočanské radiále

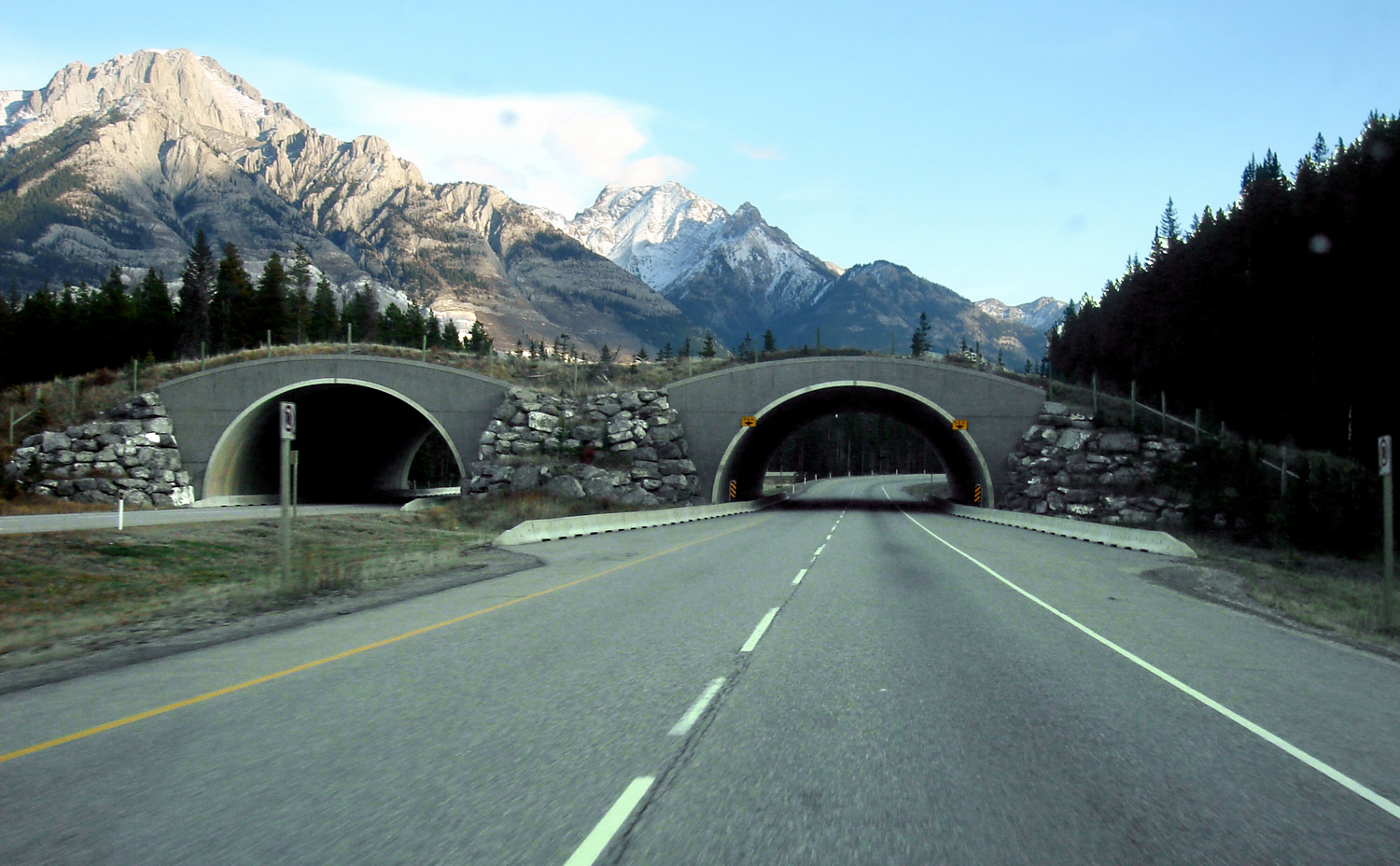
Kanadský ekodukt

V českých podmínkách je ekoduktů v poměru k délce dálniční sítě relativně hodně, ale z hlediska účelnosti a nákladů je jejich výstavba ve srovnání s jinými zeměmi výrazně méně efektivní. Označování některých mostních staveb za ekodukty se uplatňuje například jako způsob, jak most sloužící primárně jinému účelu rozpočtově vykázat jako ekologickou stavbu. Ekodukty postavené v nevhodných místech, kde přechodu zvěře fakticky neslouží, slouží i k navyšování nákladů na stavby a také jako prostředek, jak do budoucna dokázat, že jsou ekodukty nepotřebné. Například ŘSD buduje ekodukty obvykle nikoliv tam, kde je doporučují experti po náležitém biologickém průzkumu, ale podle zatím neznámých kritérií na skoro libovolném úseku dálnice. ŘSD ve své studii tvrdilo, že 12 již vybudovaných ekoduktů velcí savci vůbec nevyužívají, přičemž údajnou studii odmítá zveřejnit. Zřejmé není ani to, které ze staveb ŘSD vykazuje jako ekodukty. Příklady zpochybňovaných ekoduktů je například sypaný most na dálnici D1 u Hrabůvky, který ŘSD označovalo jako ekodukt, ačkoliv migrační studie zpracovaná v rámci posuzování vlivu na životní prostředí (EIA), orgán ochrany přírody ani žádná jiná ochranářská organizace zde ekodukt nenavrhovala a most slouží pro převod místní komunikace, plynovodu a drobné vodoteče.
Zpochybňována je rovněž smysluplnost pěti ekoduktů na Pražském okruhu, dva u Cholupic a dva u Jesenice. Pětice ekoduktů na Pražském okruhu staví Českou republiku do popředí v počtu ekoduktů na kilometr rychlostních silnic, ačkoliv čtyři z nich jsou spíše nadbytečné, protože zde není důvod předpokládat migraci žádných ohrožených druhů zvěře a navíc lze očekávat postupnou zástavbu oblasti. Modelový příklad zcela nefunkčního ekoduktu se nachází na dálnici D6 západně od Karlových Varů. Původně byl navržen správně, ovšem pozdější změna územního plánu sousední obce výstavbou zablokovala všechny přístupové cesty zvěře k ekoduktu na jižní straně. Ekodukt však byl přesto postaven. Podle Václava Hlaváče z AOPK ČR je příčinou neexistence jasné státní koncepce a nedostatečný monitoring účinnosti realizovaných opatření, chybějící legislativní ochrana dálkových migračních koridorů, nejednotnost posuzování vlivu staveb na životní prostředí (EIA) atd.
Nejstarší ekodukt v ČR se nachází na dálnici D35 u obce Dolní Újezd v Olomouckém kraji.
V Německu bylo podle údajů Spolkového úřadu pro ochranu přírody koncem roku 2011 v provozu 58 ekoduktů, dalších 18 ve výstavbě a 55 plánovaných.
Cena standardního ekoduktu o šířce 40–60 metrů se v Německu a Rakousku pohybuje kolem 2,5 – 3 milionů eur, v dalších dotazovaných zemích (Polsko, Holandsko, Španělsko) v rozsahu 2,5 až 5 milionů euro, tedy v přepočtu asi 62 až 125 milionů Kč. Ceny staveb stejných parametrů v České republice jsou i několikanásobně vyšší.

## Seznam ekoduktů v Česku
Výčet není úplný.
| Název                                  | Délka (m) | Zahájení provozu   | Silnice                    | Úsek                            |
| -------------------------------------- | --------- | ------------------ | -------------------------- | ------------------------------- |
| Dolní Újezd                            | 98        | 22. července 1999  | dálnice D35                | Velký Újezd – Lipník nad Bečvou |
| Voleč                                  | 78        | 21. prosince 2006  | dálnice D11                | Chýšť – Hradec Králové          |
| Šabatka                                | 70        | 20. září 2010      | dálnice D0 (Pražský okruh) | Vestec – Praha-Lahovice         |
| Kletné                                 | 62        | 25. listopadu 2009 | dálnice D1                 | Bělotín – Hladké Životice       |
| Žehuň                                  | 50        | 20. prosince 2005  | dálnice D11                | Libice nad Cidlinou – Chýšť     |
| Hrabůvka                               | 48        | 25. listopadu 2008 | dálnice D1                 | Lipník nad Bečvou – Bělotín     |
| Jenišov                                | 30        | 28. listopadu 2006 | dálnice D6                 | Karlovy Vary                    |
| Cholupice I Cholupice II Cholupice III | 27        | 20. září 2010      | dálnice D0 (Pražský okruh) | Vestec – Praha-Lahovice         |